# Maria del Carme Miralles
Carme Miralles i Guasch (Reus, 14 de mayo de 1961) es catedrática de Geografía Urbana en la Universidad Autónoma de Barcelona. Es especialista en el ámbito de la movilidad y la planificación territorial. En la UAB ha sido directora del Departamento de Geografía, subdirectora y coordinadora del Máster del ICTA y vicerrectora de Campus, Sostenibilidad y Territorio. 
Durante su mandato como vicerrectora creó el Espai SiS (Campus Saludable y Sostenible), un entorno ganado al tráfico para el uso y disfrute de los estudiantes. Lidera el Grupo de Estudios de Movilidad, Transportes y Territorio, en el cual ha dirigido y gestionado varios proyectos competitivos nacionales e internacionales. También colabora con las escuelas de arquitectura de la Pontificia Universidad Católica de Chile y de la Universidad de Guadalajara de México. 
Es socia numeraria de la Sociedad Catalana de Geografía; el 1991 presentó en el Primer Congreso Catalán de Geografía la comunicación: La política de transport i de transformació urbana: una reflexió entorn el cas de París, publicada en las Actas del Congreso. Ha hecho estudios sobre la red viaria y de ferrocarril para el Instituto de Estudios Regionales y Metropolitanos de Barcelona. Políticamente, ha sido regidora del PSC-PSOE por Reus y diputada por la provincia de Tarragona en las elecciones generales españolas de 2000.

## Obras
- Transport i ciutat: reflexió sobre la Barcelona contemporània (1997)
- Ciudad y transporto. Lo binomio imperfecto (Ariel, 2002)  Premio Joan Sardà de la Revista Económica de Cataluña